# كتانية ريفية
الكتانية الريفية (باللاتينية: Linaria riffea) نوع نباتي يتبع جنس الكتانية من الفصيلة الحملية من رتبة الشفويات.

## الموئل والانتشار
تنتشر في المغرب العربي.